# Armando Spadini
Armando Spadini (Firenze, 29 luglio 1883 – Roma, 31 marzo 1925) è stato un pittore italiano e uno dei rappresentanti della cosiddetta Scuola Romana.

## Biografia
Figlio di un artigiano e dalla sarta Maria Rigacci, nasce il 29 luglio 1883 a Firenze, quartiere di San Frediano. 
Dopo aver frequentato la scuola di decorazione di Santa Croce e svolto il praticantato presso botteghe ceramiste, si iscrive alla Scuola Libera del Nudo dell'Accademia di belle arti di Firenze diretta dal maestro Giovanni Fattori, dove conosce fra gli altri Ardengo Soffici e Adolfo De Carolis. 
Nel 1901, insieme a De Carolis, partecipa al concorso Alinari dove ottiene il secondo premio per l’illustrazione della Divina Commedia con il quadro Bestemmia e punizione di Vanni Fucci. 
Di seguito assume notorietà nei circoli artistici e letterari, dove collabora con xilografie e disegni alle riviste Leonardo di Giovanni Papini e Hermes di Giuseppe Antonio Borgese. 
Compiuto il servizio militare a Napoli, nel 1905 ritorna a Firenze e concorre al Pensionato artistico nazionale del 1909, dove risulta vincitore. 
Nel 1908 a Bagno di Romagna sposa Pasqualina Cervone, pittrice conosciuta presso la scuola di Giovanni Fattori e principale musa dell'artista; nel 1910 si trasferisce a Roma, città che inizialmente vive con diffidenza, ma che ben presto riesce ad apprezzare grazie alla forte amicizia con il critico Emilio Cecchi, che lo considera uno dei più valenti pittori del nuovo secolo e con il quale frequenta l'ambiente di letterati e artisti che si riuniscono al caffè Aragno di via del Corso.
Nello stesso anno, dopo la morte prematura del figlio Mario, nasce Anna, futura moglie dello scrittore e giornalista Leo Longanesi e nel 1911 il secondogenito Andrea, apprezzato scultore e ceramista.
Dopo una prima mostra nel 1912 al Pensionato artistico, partecipa agli eventi della Secessione Romana del 1913 e del 1915 con dieci dipinti, fra i quali Bimbi al sole, riscuotendo i primi successi, mentre l'anno precedente aveva concorso senza successo alla prova per la cattedra di pittura dell'Accademia di Perugia con Donna in rosso. 
Richiamato alle armi, nel 1917 è riformato a causa del manifestarsi dei primi sintomi della nefrite cronica che ne causerà la prematura scomparsa; si trasferisce con la moglie e i figli in una villetta nel quartiere Parioli, allora ai margini della campagna romana, che diventa meta di assidue frequentazioni dei suoi amici letterati e artisti, come Emilio Cecchi, Antonio Baldini, Vincenzo Cardarelli, Giovanni Papini, Ardengo Soffici, Giuseppe Ungaretti, Cipriano Efisio Oppo, Giorgio De Chirico e Amerigo Bartoli. 
Nel 1918 espone alla mostra d'Arte Italiana di Zurigo e gli viene dedicata una personale presso la Casina Valadier. 
L'amicizia con Cecchi e Baldini e la frequentazione dell’ambiente culturale della terza saletta del Caffè Aragno contribuiscono ad avvicinarlo, nel 1919, alla rivista letteraria La Ronda. 
Nel 1920 espone a Milano e, grazie all'interessamento di Ugo Ojetti che pubblica una monografia a lui dedicata, vince una cattedra di belle arti a Firenze ma vi rinuncia per non allontanarsi da Roma, dove nel frattempo è nato il figlio Raffaele.
Il crescente interesse intorno alla sua pittura lo solleva dalle difficoltà economiche, in particolare grazie al vitalizio di tremila lire al mese da parte dallo scrittore e politico Olindo Malagodi, mentre le condizioni di salute iniziano a peggiorare. Lo stesso anno è nominato accademico di San Luca e dall'anno successivo fa parte del comitato per le Biennali romane (1921-1925). 
Nel 1921 partecipa con il gruppo di Valori Plastici alla Fiorentina Primaverile con Ritratto di bambina, Paese e Bovi nella stalla; nel 1923 partecipa all' esposizione di arte italiana a Buenos Aires. Nel 1924 ha una sala personale, con trentasette opere, alla XIV Biennale di Venezia, che lo consacra fra gli artisti di conclamata affermazione ed è presente alla Carnegie Exhibition di Pittsburgh. 
Muore a Roma il 31 marzo 1925; le sue spoglie riposano nel cimitero di Poggio a Caiano, città natale della madre, di fronte all'amico Ardengo Soffici.

## Stile
Spadini non riconduce l'appartenenza della sua pittura a una specifica corrente, definendola come elemento di transizione tra la tradizione cinquecentesca veneziana e toscana (in particolare Tiziano, Andrea del Sarto e il Rosso Fiorentino nella capacità di modulazione dei colori) e seicentesca (Caravaggio nel sapiente utilizzo di luci e ombre) e la modernità che anticipa le successive avanguardie.
In opere come Il pittore e la moglie e Ritratto della fidanzata, è altresì evidente l'influenza esercitata dagli studi sulla pittura spagnola, in particolare di Francisco Goya, oltre alla luminosità macchiaiola ereditati da Giovanni Fattori (evidente nel dipinto I bovi), Telemaco Signorini e Antonio Mancini.
Sulla base di ciò, la critica moderna ha allontanato la definizione della pittura di Spadini come aderente all'Impressionismo, accezione che era stata aspramente posta dai suoi contemporanei, vedi le definizioni di Giorgio de Chirico di un impressionista fesso, di quelli proprio scadenti e inutili e di Roberto Melli Semplicismo intellettuale irragionevole e recidivo, fatale l'assenza di intelligenza e di giudizio e l'accostamento a Pierre-Auguste Renoir per la pittura all'aria aperta e gli effetti cromatici e luminosi in opere come Mosè ritrovato, Sul prato, Anna tra i fiori e le decine di rappresentazioni, anche in matita e acquarello, di Villa Borghese.
Lo stesso de Chirico, nel 1919, rivedrà la sua posizione sull'artista, come lui membro del gruppo Valori Plastici.
(Giorgio de Chirico, La Galleria d'arte moderna a Roma, 1919, pp. 687-696)
Ugo Ojetti e Cipriano Efisio Oppo, critici molto influenti, dal 1920 pubblicano giudizi lusinghieri sull'attività artistica di Spadini che contribuiscono alla rivalutazione della sua attività artistica.
La tematica privilegiata dall'artista fiorentino è rappresentata dal soggetto e in particolare dalla sfera famigliare, con la raffigurazione costante della moglie e dei quattro figli.
(Cipriano Efisio Oppo, 1918)

## Omaggi
- La I Quadriennale nazionale d'arte di Roma del 1931 gli dedica un'intera sala con una raccolta di suoi dipinti, messi a disposizione dai collezionisti.

- Nel 1995, in occasione del settantesimo anniversario della morte, Poggio a Caiano lo ricorda con una mostra all'interno della Villa Medicea del Sangallo.

- Nel 2010 presso il Museo di Roma viene allestita la mostra Armando Spadini a Roma: tra impressioni e impressionismo[14].

- Nella sua città natale gli è stata intitolata una via e a lui è dedicato uno dei 229 busti di italiani illustri che ornano la passeggiata del Pincio a Roma.

Una via è intitolata a lui anche nel quartiere Comasina di 
Milano.
- La sua opera Bambini che studiano appare sul retro delle banconote da 1000 lire in circolazione dal 1990 fino all'entrata in vigore dell'Euro[15].

- Nel 2005, a seguito di una donazione da parte della nipote Pasqualina, è stato istituito presso il Gabinetto Vieusseux di Firenze il Fondo Spadini, contenente manoscritti dell'artista e la sua corrispondenza con la moglie e altri personaggi del panorama culturale del tempo, fra i quali Sibilla Aleramo, Benedetto Croce, Giorgio de Chirico, Libero Andreotti, Adolfo De Carolis, Lorenzo Montano, Ugo Ojetti, Carlo Carrà, Emilio Cecchi[16].

## Opere

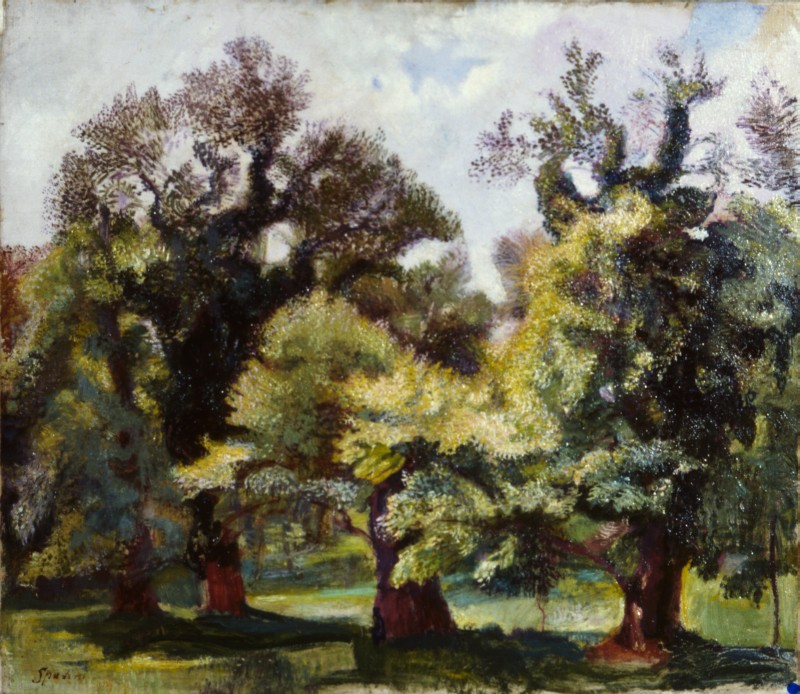
Nel Parco di Villa Borghese, 1915-1920 ca.
Fondazione Cariplo

- Ritratto della fidanzata (1907), olio su tela, Galleria d'arte moderna di Torino[17]
- La moglie di De Carolis con le figlie (1908), olio su tela, Galleria d'arte moderna Ricci Oddi di Piacenza[18]
- Pianista (1908), olio su tela, collezione privata[19]
- La moglie in abito da sposa (1910), olio su tela, Galleria d'arte moderna di Torino
- Cappello di paglia (1910), olio su tela, collezione privata
- Ponte sul Tevere (1910), olio su tela, collezione privata
- Il pittore e la moglie (1911), olio su tela, Galleria nazionale d'arte moderna di Roma[20]
- Figure (La colazione) (1911), olio su tela, Galleria nazionale d'arte moderna di Roma[21]
- Maternità (1911), olio su tela, Galleria d'arte moderna di Torino[22]
- Mosè ritrovato (1912), olio su tela, Musei Vaticani
- Gruppo di famiglia (1912), olio su tela, Museo Civico di Palazzo Te, Mantova[23]
- Il sonaglio (1912), olio su tela, Pinacoteca Corrado Giaquinto di Bari[24]
- Ingresso a Villa Borghese (1912), olio su tela, collezione privata
- Viale a Villa Borghese (1912-1913), olio su tela, Galleria d'Arte Moderna di Milano[25]
- La famiglia a Villa Borghese (1913), olio su tela, collezione privata
- Carrozze ai giardini (1913), olio su tela, Galleria nazionale d'arte moderna di Roma[26]
- Bambini col ventaglio (1913), olio su tela, Galleria nazionale d'arte moderna di Roma[27]
- Musica al Pincio (1913), olio su tela, collezione privata
- Signora in giardino (1913), olio su tela, Galleria d'arte moderna di Firenze* La servetta
- Bambino con piatto di frutta (1913), olio su tela, Museo Civico di Palazzo Te, Mantova[28]
- Gruppo di famiglia sotto gli archi (1914), olio su tela, Galleria nazionale d'arte moderna di Roma[29]
- Sotto la pergola (1914), olio su tela, Galleria d'arte moderna di Roma Capitale[30]
- Ritratto di Maria Borgese (1914), olio su tela, Galleria d'arte moderna di Torino[31]
- Autoritratto da soldato (1915), olio su tela, Galleria nazionale d'arte moderna di Roma[27]
- Bambini all'aria aperta (1915), olio su tela, Museo Civico di Palazzo Te, Mantova[32]
- Bambino con ortaggi (1915), olio su tela, Museo Civico di Palazzo Te, Mantova[33]
- Anna tra i fiori (1915), olio su tela, Museo Civico di Palazzo Te, Mantova[34]
- Nel Parco di Villa Borghese (1915-1920), olio su tela, Palazzo Confalonieri, Milano
- Ritratto della signora Teresa Mauri Nunes (1917), olio su tela, Museo Fondazione Cariparma, Palazzo Bossi BocchiGalleria nazionale d'arte moderna di Roma[35]
- Paesaggio invernale (1917), olio su tela, Museo Fondazione Cariparma, Palazzo Bossi Bocchi
- Ritratto di Giuseppe Primoli (1917), olio su tela, Museo napoleonico di Roma[36]
- Autoritratto (1917), olio su tela, collezione privata
- Maternità (Nudi) (1918), olio su tela, Galleria d'Arte Moderna di Milano
- Anna in bianco (1918), olio su tela, Galleria d'Arte Moderna di Milano
- Alberi a Villa Borghese (1918), olio su tela, Museo Civico di Palazzo Te, Mantova[37]
- Il Mattino (1918), olio su tela, Museo Civico di Palazzo Te, Mantova[38]
- Nudo di donna (1918), olio su tela, Museo Civico di Palazzo Te, Mantova[39]
- Bambini che studiano (1918), olio su tela, Banca d'Italia
- Maternità (Nudi) (1918), olio su tela, Galleria d'arte moderna di Torino[40]
- Via Paisiello (1919), olio su tela, Galleria d'Arte Moderna di Milano[41]
- Armida (1919), olio su tela, Camera dei Deputati[42]
- Confidenze (1919-1920), olio su tela, Galleria d'arte moderna di Firenze[7]
- Mosè salvato dalle acque (1920), olio su tela, Galleria d'Arte Moderna di Milano
- Bambino con la corazza (1920), olio su tela, collezione privata
- Lillo che dorme (1920), olio su tela, Musei Civici di Pavia[43]
- Festa in famiglia (1920), olio su tela, collezione privata
- La macchina da cucire (1920), olio su tela, collezione privata
- Maternità (Madonnina) (1920), olio su tela, collezione privata
- Lillo in culla (1920-1921), olio su tela, Galleria d'arte moderna Ricci Oddi di Piacenza[44]
- Ritratto dell'Ing. Pietro Fenoglio (1921), olio su tela, Galleria d'arte moderna di Torino[45]
- Lillo (1921), olio su tela, Musei Civici di Pavia[46]
- Studio di figure (1922), olio su tela, Museo Civico di Palazzo Te, Mantova[47]
- Gruppo di bagnanti (1923), olio su tela, Camera dei Deputati[48]
- La nidiata (gattina con cucciolata) (1923), olio su tela, collezione Banca Commerciale Italiana
- Toilette di Venere (1923), olio su tela, Pinacoteca comunale di Faenza[49]
- Nudo di Pasquilina Cervone (1923), olio su tela, Palazzo Cassa di Risparmio di Firenze
- Ritratto di Pasqualina Cervone Spadini (non datato), olio su tela, Galleria d'arte moderna di Firenze[50]
- Le bagnanti (1925), olio su tela, Collezione privata. Già presso la Galleria Martelli, Firenze
- La famiglia del pittore Alolfo de Carolis, olio su tela, Galleria d'arte moderna Ricci Oddi, Piacenza